# Tony Hawk’s Pro Skater 3
Tony Hawk’s Pro Skater 3 (сокр. THPS3) — видеоигра из серии Tony Hawk, разработанная компанией Neversoft и изданная Activision в 2001 году для платформ Nintendo GameCube, Game Boy Color, PlayStation и PlayStation 2. В 2002 году игра была также выпущена для Nintendo 64, Xbox, PC и Game Boy Advance. На PlayStation 2 игра стала первой, поддерживающей режим онлайн. В то же время это была последняя игра, выпущенная на Nintendo 64 в США.
Продолжение, Tony Hawk’s Pro Skater 4, вышло в 2002 году.

## Игровой процесс
Игровой процесс в THPS 3, как и в других играх серии, преимущественно заключается в катании на виртуальном скейтборде по разнообразным игровым уровням, в процессе чего от игрока ожидается выполнение ряда «заданий», в абсолютном своём большинстве связанных либо с исполнением различных виртуальных скейтбордических трюков («сделайте хилфлип через трейлер»), либо просто с перемещением по уровню на скейтборде («найдите спрятанную на уровне видеокассету»). В одиночном режиме видеоигры представлено три режима игры, самым важным из которых является режим карьеры, позволяющий игроку, выбрав одного из примерно 20-ти доступных виртуальных скейтбордистов (больше половины из которых являются копиями реально существующих профессионалов скейтбординга), проходить вышеупомянутые задания и, тем самым, преодолевать один за другим игровые уровни вплоть до достижения финала игры. По прохождению за выбранного персонажа всех или большей части из имеющихся в игре уровней, игроку открывается уникальный для каждого виртуального скейтбордиста ролик, после чего игрок может начать проходить игру заново, уже за другого персонажа. Помимо уровней с заданиями, в игре есть уровни-соревнования, где вместо выполнения конкретных действий от игрока ожидается победа в виртуальном скейтборд-контесте, для чего игрок (как и в случае с реальными соревнованиями по скейтбордингу) должен в течение ограниченного времени делать как можно более впечатляющие трюки и серии трюков. Также игрок может находить на уровнях «очки статистики», с помощью которых можно «прокачать» выбранного игроком скейтера, упростив тем самым дальнейшее прохождение, и спрятанные скейтборды, являющиеся косметической альтернативой имеющемуся у игрока. Сюжетная связность между уровнями, в отличие от более поздних игр серии, в THPS 3 отсутствует. Также в игре есть мультиплеер и редактор уровней.

### Структура задач на уровнях
Для обычных уровней характерен общий набор из девяти заданий:
- Набрать определённое количество очков (3 задания).
- Собрать буквы S K A T E, разбросанные по уровню.
- Найти секретную видеокассету (как правило находящуюся в труднодоступном месте).
- Сделать в опред. месте определённый трюк.
- Специфические задания уровня (3 задания).

Уровни-соревнования проходят по следующим правилам:
- Игрок участвует в трёх заездах. Каждый заезд оценивают судьи, игрок получает оценку за заезд.
- По итогу вычисляется среднее арифметическое между двумя лучшими заездами.
- На основании получившейся оценки игрок занимает то или иное место в соревновании. Задача игрока — получить как можно более высокое место.

### Уровни
| Уровень                          | PS1 | N64 | PC | PS2 | XBOX |
| -------------------------------- | --- | --- | -- | --- | ---- |
| Литейная (Foundry)               | X   | X   | X  | X   | X    |
| Канада (Canada)                  | X   | X   | X  | X   | X    |
| Рио (Rio)                        | X   | X   | X  | X   | X    |
| Пригород (Suburbia)              | X   | X   | X  | X   | X    |
| Аэропорт (Airport)               | X   | X   | X  | X   | X    |
| Остров скейтеров (Skater Island) | X   | X   | X  | X   | X    |
| Лос-Анджелес (Los Angelos)       | X   | X   | X  | X   | X    |
| Токио (Tokyo)                    | X   | X   | X  | X   | X    |
| Круизное судно (Cruise Ship)     |     |     | X  | X   | X    |
| Склоны (Downhill)                | X   | X   |    |     |      |
| Склад (Warehouse)                |     |     | X  | X   | X    |
| Бернсайд (Burnside)              |     |     | X  | X   | X    |
| Розуэлл (Roswell)                |     |     | X  | X   | X    |
| Нефтяная вышка (Oil Rig)         |     |     |    |     | X    |

### Представленные скейтбордисты
В игре представлены следующие профессиональные скейтбордисты:
- Тони Хоук
- Стив Кабальеро
- Карим Кэмпбелл
- Рун Глифберг
- Эрик Костон
- Баки Лейзек
- Бэм Маргера
- Родни Маллен
- Чад Маска
- Эндрю Рейнольдс
- Джефф Роули
- Элисса Стимер
- Джейми Томас

Секретные персонажи:
- Дарт Мол
- Росомаха
- Офицер Дик
- Рядовой Каррера
- Волшебный бомж Олли
- Келли Слейтер
- Демонша
- Глазное яблоко
- Парень из Doom

Офицер Дик и Рядовой Каррера также доступны в первой и второй частях игры. Волшебный бомж Олли встречается во второй части игры на уровне Калифорнийский пляж. Келли Слэйтер — главный герой игры Kelly Slater’s Pro Surfer (в которой, в свою очередь, есть Тони Хоук). Глазное яблоко — персонаж из ролика Neversoft. Парня из Doom нельзя открыть путём прохождения игры.

## Саундтрек
PC-версия игры содержит 20 треков:
1. The Adolescents — «Amoeba»
2. AFI — «The Boy Who Destroyed the World»
3. Alien Ant Farm — «Wish»
4. Bodyjar — «Not the Same»
5. CKY — «96 Quite Bitter Beings»
6. Del tha Funky Homosapien — «If You Must»
7. Guttermouth — «I’m Destroying the World»
8. House of Pain — «I’m a Swing-It»
9. KRS-One — «Hush»
10. The Mad Capsule Markets — «Pulse»
11. Motörhead — «Ace of Spades»
12. The Nextmen — «Amongst The Madness»
13. Ozomatli — «Cut Chemist Suite»
14. Ramones — «Blitzkrieg Bop»
15. Red Hot Chili Peppers — «Fight Like a Brave»
16. Redman — «Let’s Get Dirty»
17. The Reverend Horton Heat — «I Can’t Surf»
18. Rollins Band — «What’s the Matter Man»
19. Xzibit — «Paparazzi»
20. Zebrahead — «Check»

Только тринадцать из этих треков были включены в версию игры для PlayStation, и только шесть — в версию для Nintendo 64.

## Критика
| Сводный рейтинг       | Сводный рейтинг | Сводный рейтинг | Сводный рейтинг | Сводный рейтинг | Сводный рейтинг | Сводный рейтинг |
| Издание               | Оценка          | Оценка          | Оценка          | Оценка          | Оценка          | Оценка          |
| Издание               | GBA             | GC              | PC              | PS              | PS2             | Xbox            |
| --------------------- | --------------- | --------------- | --------------- | --------------- | --------------- | --------------- |
| GameRankings          | 88,33 %         | 91,12 %         | 90,29 %         | 81,33 %         | 93,43 %         | 90,69 %         |
| Metacritic            |                 |                 | 90/100          |                 | 97/100          | 93/100          |
| Русскоязычные издания |                 |                 |                 |                 |                 |                 |
| Издание               | Оценка          | Оценка          | Оценка          | Оценка          | Оценка          | Оценка          |
| Издание               | GBA             | GC              | PC              | PS              | PS2             | Xbox            |
| «Страна игр»          | 8,5/10          |                 |                 |                 |                 |                 |

Игра получила положительные отзывы в игровой прессе. Так, GameSpot ставит игре максимально возможную оценку — 10 баллов. На выставке E3 в 2001 году игра получила награду как лучшая спортивная игра. В том же году сайт IGN поместил игру на 23-е место в своём списке «100 лучших игр для PlayStation 2» (англ. Top 100 PlayStation 2 Games).